# Корнинський цукровий завод
ВАТ «Корнинський цукровий завод» — колишнє велике підприємство цукрової промисловості, розташоване в селищі Корнин Житомирської області. Засноване у 1866 році, ліквідоване протягом 2015—2016 років.

## Історія
Цукровий завод у Корнині був заснований у 1866 році, хоча невеличка цукроварня існувала ще з 1860 року. Власником підприємства був корнинський поміщик О. М. Сетгофер, директором — Г. І. Дюннебир, його помічником — Ф. І. Цейнар, механіком — М. М. Підвисоцький, хіміком — В. Г. Грушко. Від початку на заводі працювало близько 360 робітників, а трохи згодом — біля 500. У 1901 році сини поміщика Сетгофера провели велику реконструкцію заводу. Добова виробітка буряків була доведена до 188 центнерів. За добу на заводі виробляли приблизно 240 пудів цукру та 60 пудів патоки. Робочий день на підприємстві тривав 14—15 годин. Денний заробіток не перевищував 50 копійок.
На початку XX ст. активну революційну діяльність серед робітників та селян навколишніх сіл проводили працівники заводу М. Журахівський, К. Швець, М. Котловий, С. Котловий, Я. Котловий та інші. У 1912 році Корнинський цукрозавод було реорганізовано в акціонерне товариство. Зі встановленням радянської влади почалися докорінні перетворення. Завод було націоналізовано і свою роботу він відновив у 1921 року, а з наступного року при заводі почав діяти бурякорадгосп. З 1925 по 1927 рік випуск цукру зріс з 45 982 до 52 536 центнерів, а собівартість центнера знизилася на два карбованці. Окрім того, працівники цукрового заводу здійснювали велику культурно-освітню роботу — 1929 року в заводському клубі працювали музичний, драматичний та спортивний гуртки, бібліотека, щосуботи відбувалися кінопокази.
Після реконструкції заводу напередодні Другої світової війни виробництво цукру зросло майже в півтора рази. У 1935 році на підприємстві працювало 293 робітники. Від заводу до залізничної станції Попільня було прокладено шосе. Визначні трудові показники демонстрували Н. О. Заславська, С. П. Пилипенко, С. Д. Марчевський, В. К. Михалевська, Т. Г. Левченко та інші, що виконували виробничі норми на 200—250 %.
Після початку німецько-радянської війни активом заводу було створено потужну та ефективну підпільну групу, до складу якої входили В. І. Іванченко (керівник), Ф. М. Макаров, П. С. Панкін, С. О. Омельченко, А. А. Вичикжанін, П. Н. Сергійчук та М. П. Ведмідь.
Після звільнення України від загарбників, потужності підприємства стали до ладу навесні 1944 року. Вже у 1949 році цукровий завод перевершив довоєнний обсяг виробництва. Після масштабної реконструкції його було під'єднано до державної мережі та зв'язано залізничною гілкою з дільницею Житомир—Фастів. Всі трудомісткі процеси на виробництві було механізовано, завдяки чому суттєво зросла потужність підприємства. Якщо у 1958—1960 роках норма складала 175—180 тис. центнерів цукру за сезон, то у 1967 році вона досягла 238 тис. центнерів. Колектив заводу неодноразово здобував перемогу в соціалістичних змаганнях серед підприємств цукрової промисловості України. Корнинському заводу неодноразово вручалися перехідні Червоні прапори Ради Міністрів УРСР, Укрпрофради, а також грошові премії. У 1966 році за перевиконання встановлених норм працівників заводу котельника В. І. Іванченка та ланкову радгоспу Є. Ф. Задорожню нагороджено орденами Трудового Червоного Прапора, а тракториста О. Ф. Бойка, бригадира слюсарів І. К. Бойка, турбініста П. П. Івченка та доярку радгоспу Л. М. Пилипчук — орденами «Знак Пошани». Найкращим колективом підприємства стала бригада електриків, очолювана О. П. Опанасюком, якого за сумлінну працю було відзначено орденом Жовтневої Революції.
У 1988 році було збудовано та введено в експлуатацію приміщення першого продукту, сушильне відділення, цукровий склад.
8 червня 1994 року відбулася організаційно-правова реорганізація заводу — на базі орендного підприємства було засновано відкрите акціонерне товариство. Протягом 1996—1997 років було проведено реконструкцію котельні, добова переробка якої досягла 1520 тон, а виробництво цукру — 190 тон на добу.
У 2000 році головою правління обрано Віктора Ліптуса. Завдяки його зусиллям було відновлено більше 400 робочих місць та повністю газифіковане робітниче селище. Протягом 2007—2011 років роботу заводу було законсервовано, однак згодом він відновив свою діяльність. В 2015 році було запущено механізм ліквідації Корнинського цукрового заводу, а наступного року підприємство було продане компанії з Вінниці, що розібрала його на металобрухт. Керівником санації було призначено Віктора Горука.